# Налайх (аэродром)
Аэродро́м Нала́йх — аэродром в Монголии, бывший военный аэродром СССР.

## История
- Военный аэродром построен в 1968 году недалеко от города Налайх.

24 июля 1968 года из города Броды Львовской области в Налайх были перебазированы 68-й отдельный боевой вертолетный полк(в/ч 23313) и отдельный батальон аэродромно-технического обеспечения (в/ч 23314). Полк в составе двух эскадрилий вертолетов преодолев по воздуху более 6 тыс. километров приземлился на аэродроме 5 августа. Остальной личный состав был переброшен двумя эшелонами.
Командир вертолетного полка — полковник Проскурин Владимир Петрович (1968—1970)
Командир ОБАТО — подполковник Дорошенко Алексей Николаевич (1968—1973)
- В период существования Монгольской Народной Республики там располагался 266-й авиационный Краснознамённый полк истребителей-бомбардировщиков имени Монгольской Народной республики Миг-27К,Д, и 68-й отдельный боевой вертолетный полк. Ми-24 и Ми-8. Входили в состав 23-й ВА,

Части в 1989 году начали выводиться из МНР.

### Интересные факты
- 1981 год, комполка Ткаченко во время полета, после пуска залпом двух ракет С-24 на полигоне Баян-Джаргалан (Налайх) катапультировался после остановки двигателя

- Катастрофа МИГ-21УБ ночью с 6 на 7 января 1982 года, совместный экипаж: советский - капитан Николаев и монгольский офицер.

- в 1990 или 91-м году Налайх был местом промежуточной посадки авиатехники, перегоняемой из СССР в Малайзию.

В настоящее время используется для проведения сезонных чартерных рейсов. Предполагается сделать его запасным аэропортом.